# Claudia Pandolfi
Claudia Pandolfi (n. 17 noiembrie 1974, Roma, Italia) este o actriță italiană.

## Filmografie

### Filme
- Le amiche del cuore, regia Michele Placido (1992)
- L'orso di peluche, regia Jacques Deray (1994)
- L'ultimo concerto, regia Francesco Laudadio (1995)
- Ketchup, regia Carlo Sigon (1995)
- La frontiera, regia Franco Giraldi (1996)
- Naja, regia Angelo Longoni (1997)
- Ovosodo, regia di Paolo Virzì (1997)
- Auguri professore, regia Riccardo Milani (1997)
- Milonga, regia Emidio Greco (1999)
- Fate un bel sorriso, regia Anna Di Francisca (2000)
- High Speed, regia Jeff Jensen (2002)
- Lavorare con lentezza - Radio Alice 100.6 MHz, regia Guido Chiesa (2004)
- L'aria, regia Daniele Prato (2005)
- Amore, bugie e calcetto, regia Luca Lucini (2008)
- Solo un padre, regia Luca Lucini (2008)
- Due partite, regia Enzo Monteleone (2009)
- Cosmonauta, regia Susanna Nicchiarelli (2009)
- La prima cosa bella, regia Paolo Virzì (2010)
- Sulla strada di casa, regia Emiliano Corapi (2010)
- Figli delle stelle, regia Lucio Pellegrini (2010)
- Quando la notte, regia Cristina Comencini (2011)
- I più grandi di tutti, regia Carlo Virzì (2011)

### Televiziune
- Amico mio, regia Paolo Poeti - miniserial (1993)
- La voce del cuore, regia Lodovico Gasparini - miniserial (1995)
- Il caso Redoli, regia Massimo Martelli - Film de televiziune (1996)
- Un medico in famiglia, regia Anna Di Francisca și Riccardo Donna - Serial TV (1998)
- Una farfalla nel cuore, regia Giuliana Gamba - Film de televiziune (1999)
- Un medico in famiglia 2, regia Tiziana Aristarco și Riccardo Donna - Serial TV (2000)
- Come quando fuori piove, regia Mario Monicelli - miniserial (2000)
- Piccolo mondo antico, regia Cinzia TH Torrini - miniserial (2001)
- Il sequestro Soffiantini, regia Riccardo Milani - miniserial (2002)
- Distretto di Polizia 3, regia Monica Vullo - Serial TV (2002)
- Distretto di Polizia 4, regia Monica Vullo - Serial TV (2004)
- Distretto di Polizia 5, regia Lucio Gaudino  - Serial TV (2005)
- Distretto di Polizia 6, regia Antonello Grimaldi e Claudio Norza, Episodio 9: Sfida mortale (2006)
- Nassiriya - Per non dimenticare, regia Michele Soavi - miniserial (2007)
- Quo vadis, baby?, regia Guido Chiesa - miniserial (2008) - invitat special
- I liceali, regia Lucio Pellegrini și Giulio Manfredonia - miniserial (2008)
- Donne assassine, regia Alex Infascelli și Francesco Patierno - miniserial (2008)
- I liceali 2, regia Lucio Pellegrini și Francesco Amato - miniserial (2009)
- Distretto di Polizia 10, regia Alberto Ferrari  - Serie televisiva (2010)
- Il tredicesimo apostolo - Il prescelto, regia Alexis Sweet - Serial TV (2012)

### Filme scurte
- Filastrocca all'Albicocca (2008)